# Aklilu Arefayne
Aklilu Arefayne Gebretinsae, né le 7 juin 2004 à Asmara, est un coureur cycliste érythréen.
En 2023, il est vice-champion d'Afrique en contre-la-montre par équipes.

## Palmarès
- 2021
  - 2e du championnat d'Érythrée sur route juniors
- 2022
  -  Champion d'Afrique du contre-la-montre juniors
  -  Champion d'Afrique du contre-la-montre par équipes juniors
  -  Champion d'Érythrée sur route juniors
  -  Médaillé d'argent du championnat d'Afrique sur route juniors
- 2023
  -  Champion d'Érythrée du contre-la-montre espoirs
  -  Médaillé d'argent du championnat d'Afrique du contre-la-montre par équipes
  -  Médaillé d'argent du championnat d'Afrique sur route espoirs
  -  Médaillé d'argent du championnat d'Afrique du contre-la-montre espoirs
  - 3e de Eschborn-Francfort espoirs
  - 3e du championnat d'Érythrée sur route espoirs
- 2024
  -  Champion d'Érythrée sur route espoirs
  -  Champion d'Érythrée du contre-la-montre espoirs
  - 2e du championnat d'Érythrée sur route

## Classements mondiaux
| Année                                 | 2023 | 2024 |
| ------------------------------------- | ---- | ---- |
| Classement mondial                    | 562e | 620e |
| UCI Africa Tour                       | 19e  | 31e  |
|                                       |      |      |
| Légende : nc = non classéSource : UCI |      |      |